# Taddeo Passini
Taddeo Passini conocido como Padre Tadeo Pasini (Gromo, Italia, 22 de abril de 1952-Bérgamo, 4 de julio de 2020), fue un sacerdote italiano de la orden de los monfortianos. Estudió en la Pontificia Universidad Gregoriana. Se ordenó de sacerdote en Roma en marzo de 1982 y viajó por primera vez a Perú en octubre de 1982. Fue misionero y trabajó en comunidades y parroquias con mucha población, con 30 mil habitantes en Huánuco, con 150 mil habitantes en Huaycán; cuya fundación el 15 de julio de 1984, participó personalmente; también ayudó a construir la Catedral de Huaycán, y trabajó también en Sao Paulo, Brasil.
Falleció el 4 de julio de 2020 en Bérgamo.

## Huaycán
Taddeo contribuyó desde sus inicios en los trabajos comunales en que conformaron a la comunidad Huaycán; estableciéndose, en un principio, en el colegio 1236, en vacaciones. El 11 de febrero de 1985 se terminó de construir la primera capilla comunal, luego el padre Taddeo obtuvo un lote en la UCV 86 y siguió participando en todas las actividades fundacionales de Huaycán, como las grandes movilizaciones hacia Lima de 1987 y 1988. Otra de sus obras fue la delimitación de la Plaza Mayor de Huaycán y las áreas vecinas destinadas a la policía, el poder judicial, la comunidad, el deporte y la iglesia. Así, la Parroquia San Andrés, nombre sugerido por el padre Taddeo, fue fundada el 25 de noviembre de 1992. La construcción del edificio parroquial, de la actual Catedral de Lima Este y una tribuna de su estadio epónimo, hoy, lamentablemente demolida, se realizaron con ayuda paisanos bergamascos del padre Taddeo, quienes incluso venían a trabajar a Huaycán durante sus vacaciones. La emisora Radio Enmanuel fue creada por la parroquia San Andrés a instancias del padre Taddeo con ayuda italiana. La primera emisión se realizó el 6 de julio de 1996. Por todas sus acciones, se considera al padre Taddeo Pasini como fundador y benefactor de la comunidad de Huaycán.

## Honores
- Estadio Tadeo Pasini[16][17][18][19][20]
- Premio Tadeo Pasini[21]

## Galería

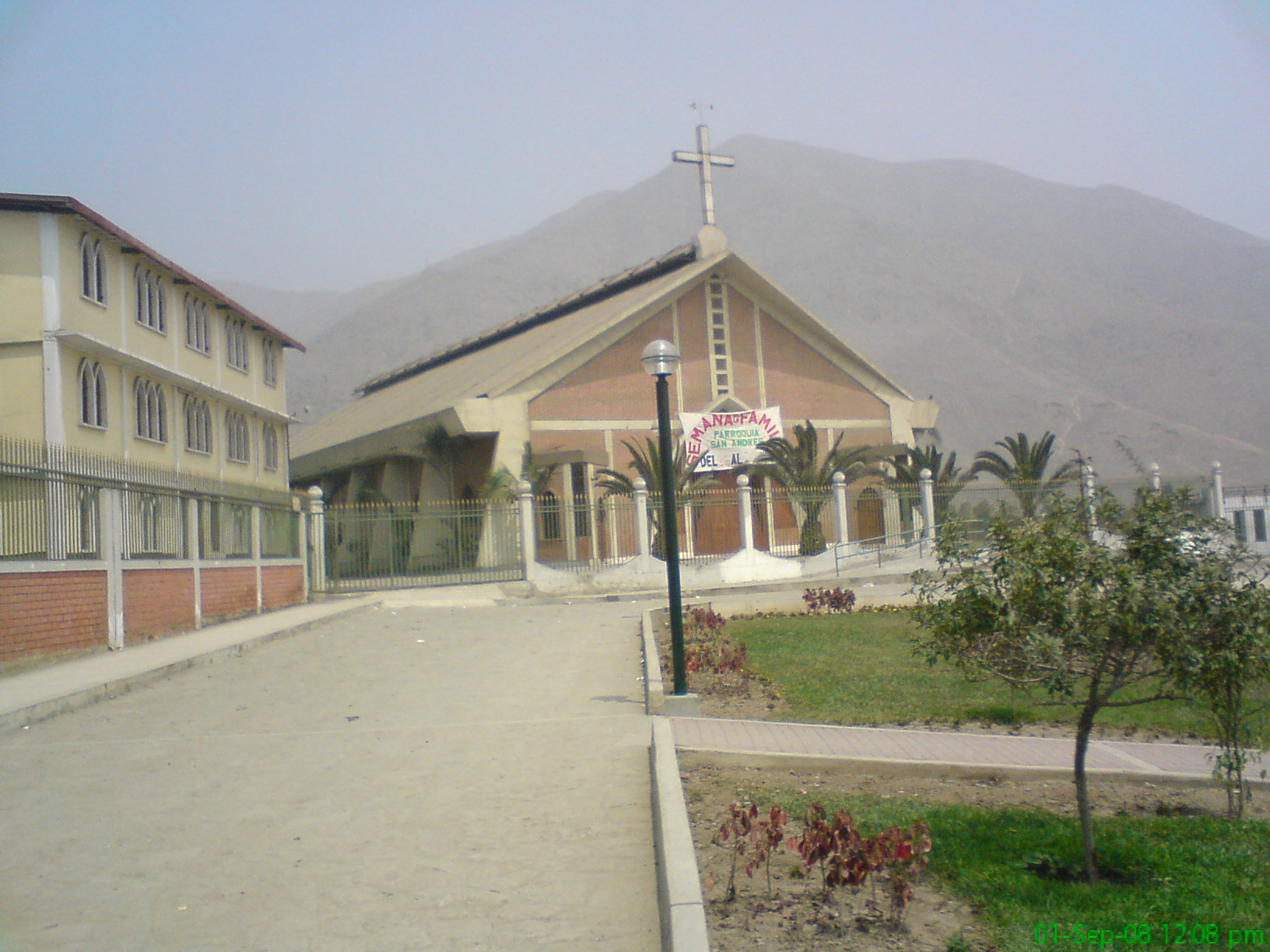
Catedral de Huaycán, obra de Tadeo
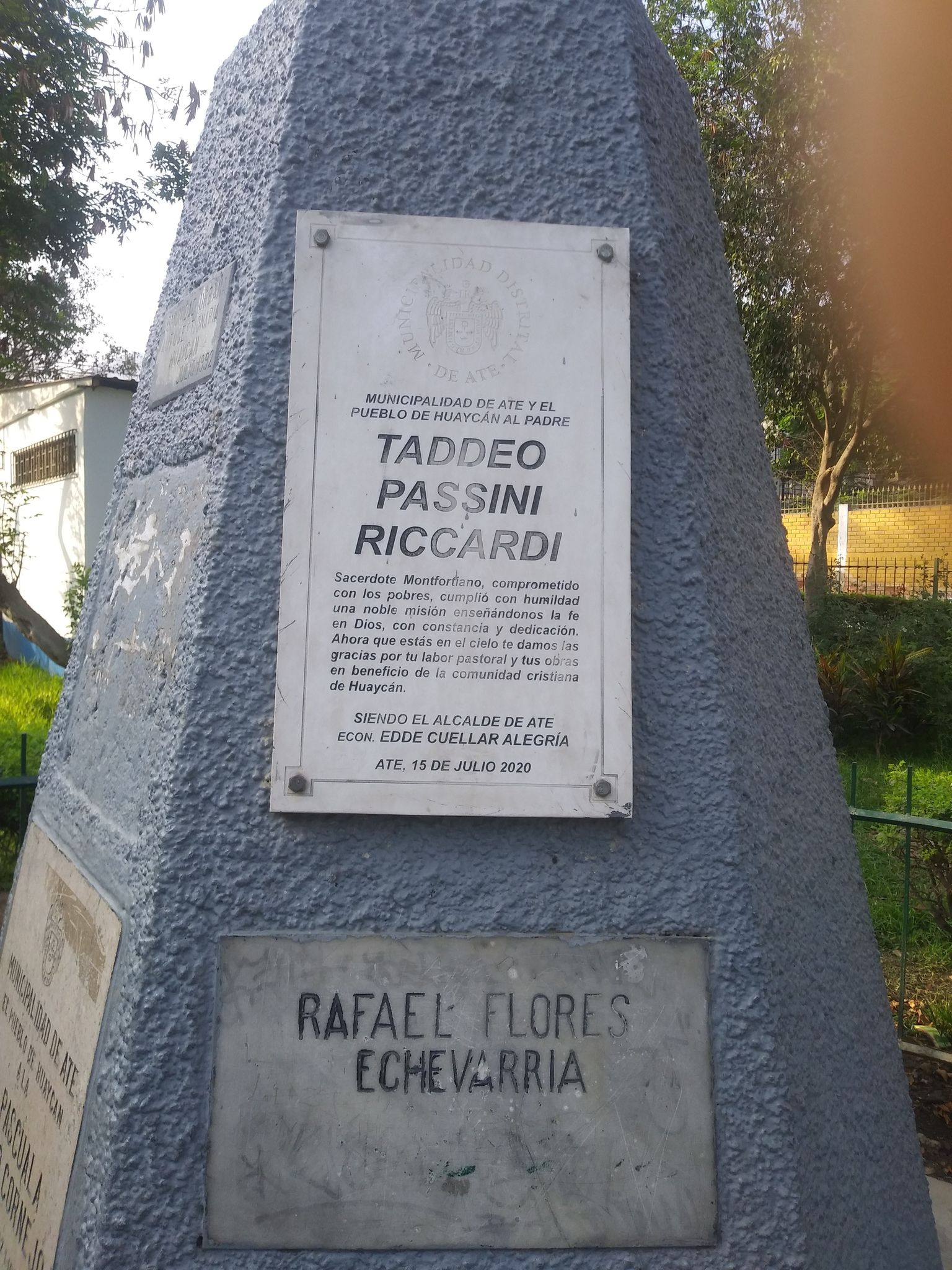
Homenaje a Passini y Rafael Flores